# Clean Energy and Security Act
Der Clean Energy and Security Act war ein Gesetzesentwurf, mit dem die amerikanischen Emissionen an Treibhausgasen reduziert und erneuerbare Energiequellen gefördert werden sollten. Der Entwurf wird nach seinen Autoren Henry Waxman und Ed Markey auch Waxman Markey Bill genannt. Er wurde 2009 im Kongress gelesen. Im Repräsentantenhaus wurde er am 26. Juni 2009 mit 219 zu 212 Stimmen angenommen. Im Senat kam es wegen fehlender Mehrheit innerhalb der Demokratischen Partei gegen die starke Opposition zu keinem Beschluss.
Der Entwurf sah die Einführung eines Emissionshandelssystems vor: Von dem Gesetz betroffene Unternehmen hätten im Rahmen einer gesetzlichen Obergrenze Emissionszertifikate erhalten, die sie entweder durch eigene Emissionen hätten „verbrauchen“ oder aber an solche Unternehmen weiterverkaufen können, die mit ihren eigenen Zertifikaten nicht auskamen. Damit sollte erreicht werden, dass Maßnahmen zur Emissionsreduzierung dort durchgeführt werden, wo sie am wenigsten kosten. Von den Emissionszertifikaten sollten 85 Prozent kostenlos verteilt werden, 15 Prozent sollten versteigert werden. Mit dem Versteigerungserlös sollten sozial schwache Haushalte unterstützt und tropische Wälder außerhalb der USA geschützt werden.
Die gesetzlichen Obergrenzen für die Emissionen wurden von 2012 bis 2050 festgesetzt. Sie sollten gegenüber dem Jahr 2005 bis 2020 um 17 Prozent, bis 2050 um 80 Prozent sinken. Hinzugekommen wären die Effekte durch den Schutz tropischer Wälder. Große Stromerzeuger hätten nach dem Entwurf bis 2020 20 Prozent ihres Stroms mit erneuerbaren Energiequellen erzeugen und Stromversorger einen Anteil von 20 Prozent an Strom aus erneuerbaren Energien anbieten müssen. Außerdem wären mit dem Gesetz zusätzliche Investitionen in erneuerbare Energien (90 Milliarden Dollar bis 2025), Kohlendioxid-Abscheidung (60 Milliarden Dollar), Elektroautos und andere fortschrittliche Technologie (20 Milliarden Dollar) und wissenschaftliche Grundlagenforschung (20 Milliarden Dollar) festgeschrieben worden.